# Kathedraal van de Heilige Sava
De Kathedraal van de heilige Sava (Servisch: Храм светог Саве, Chram svetog Save) is een monumentaal Servisch-orthodox kerkgebouw in Belgrado. Het is het grootste Servisch-orthodoxe kerkgebouw in de wereld en tevens qua oppervlakte en volume het grootste Oosters orthodoxe kerkgebouw ter wereld. De in neo-Byzantijnse stijl gebouwde kerk is gewijd aan de heilige Sava, stichter van de orthodoxe kerk in Servië, de eerste aartsbisschop van Servië en de schutspatroon van het land. De kerk werd gebouwd op de plek waar de Albanese grootvizier Sinan Pasja tijdens de Ottomaanse bezetting in 1595 de opgegraven resten van de heilige Sava liet ontheiligen en verbranden. In kerkelijke zin is de kerk geen kathedraal, de zetel van de bisschop van Belgrado is de kathedraal van de heilige Michaël. Op grond van het belang en de enorme omvang van de kerk wordt het gebouw echter wel geduid als kathedraal, al is er eerder sprake van een basiliek.

## Geschiedenis
Driehonderd jaar nadat de islamitische heerser over Servië de resten van de heilige Sava liet verbranden, richtte men in Belgrado een vereniging op met als doel om op dezelfde plek een kerk te bouwen. Een eerste aanzet was de bouw van een kleine kerk op de toekomstige plaats van de kathedraal. In 1905 werd een publieke wedstrijd uitgeschreven voor het ontwerp van de kathedraal. Er werden vijf inschrijvingen ontvangen, maar alle ontwerpen werden afgewezen. Door het uitbreken van de Balkanoorlogen en de Eerste Wereldoorlog liepen de bouwplannen ernstige vertraging op. Na de oorlog zette de vereniging haar activiteiten voort en in 1926 werd opnieuw verzocht om ontwerpen voor de kerk. Deze keer werden er 22 ontwerpen ingediend. Het project van de architect Aleksandar Deroko werd uitverkozen.
De bouw begon op 10 mei 1935 en de eerste steen werd gelegd door bisschop Gavrilo Dožić-Medenica (de toekomstige Servische patriarch, ook bekend als Gavrillo V). De aanval van de asmogendheden op het Koninkrijk Joegoslavië in 1941 leidde echter opnieuw tot stopzetting van de bouwactiviteiten. Tot op dat moment was de fundering voltooid en stonden de muren tot 7-11 meter hoog. De onvoltooide kerk werd tijdens de oorlog door zowel het Duitse leger als later het Rode Leger gebruikt als parkeerterrein. Na de oorlog werd het terrein door verschillende bedrijven in gebruik genomen als opslagplek. De vereniging die zich inzette voor de bouw van de kathedraal werd opgeheven.
In 1958 werd vanuit de orthodoxe kerk opnieuw een poging ondernomen om de bouw van de kerk weer vlot te trekken. Na 88 verzoeken van de patriarch en evenzoveel weigeringen, werd uiteindelijk in 1984 toestemming verleend om de kathedraal te voltooien. Als nieuwe architect werd Branko Pešić uitverkozen. Met behulp van nieuwe materialen en modernere technieken vervolmaakte hij het originele ontwerp. Op 12 augustus 1985 werd begonnen met de bouw. De muren werden opgetrokken tot 40 meter. De grootste prestatie werd bereikt met het optillen van de enorme centrale koepel van 4.000 ton die op de grond werd gebouwd. Het plaatsen van de koepel duurde 40 dagen; op 26 juni 1989 was dat werk af. Later werden de klokken geïnstalleerd en de gevel voltooid. Het interieur was in augustus 2021 grotendeels gereed. Het beeld van de heilige Sava dat voor de kerk staat, is een geschenk van de Russisch-orthodoxe Kerk.

## Architectuur
De bouw van de kathedraal is sterk op het midden gericht en heeft de vorm van een Grieks kruis. De grote koepel rust op vier pendentieven, aan alle zijden ondersteund door lagere halve koepels over een apsis. Onder elke halve koepel is een galerij die op een arcade rust. De koepel is 70 meter hoog en met de bekroning van een 12 meter hoog verguld kruis is de totale hoogte van de Savakathedraal 82 meter. Vanaf alle windhoeken van de stad is de kathedraal zichtbaar in het stadssilhouet. Van oost naar west meet de kerk 91 meter, van noord naar zuid 81 meter. Naast de hoofdkoepel zijn er nog eens 18 koepels, alle bekroond met vergulde kruisen in verschillende maten. De klokkentorens hebben 49 klokken afkomstig uit de Oostenrijkse klokkengieterij Grassmayr. De kerk heeft op de begane grond een oppervlakte van 3.500 m² en biedt plaats aan 10.000 gelovigen.
De gevel is uitgevoerd in wit marmer. Graniet en mozaïeken verfraaien het interieur. In de hoofdkoepel bevindt zich een enorm mozaïek van Christus Pantocrator. De afmetingen van het mozaïek zijn zeer monumentaal: één oog is al vier meter breed.
In het gewelf van de kerk bevindt zich een crypte, de kerkschat en de grafkerk van de heilig Lazar.

## Afbeeldingen

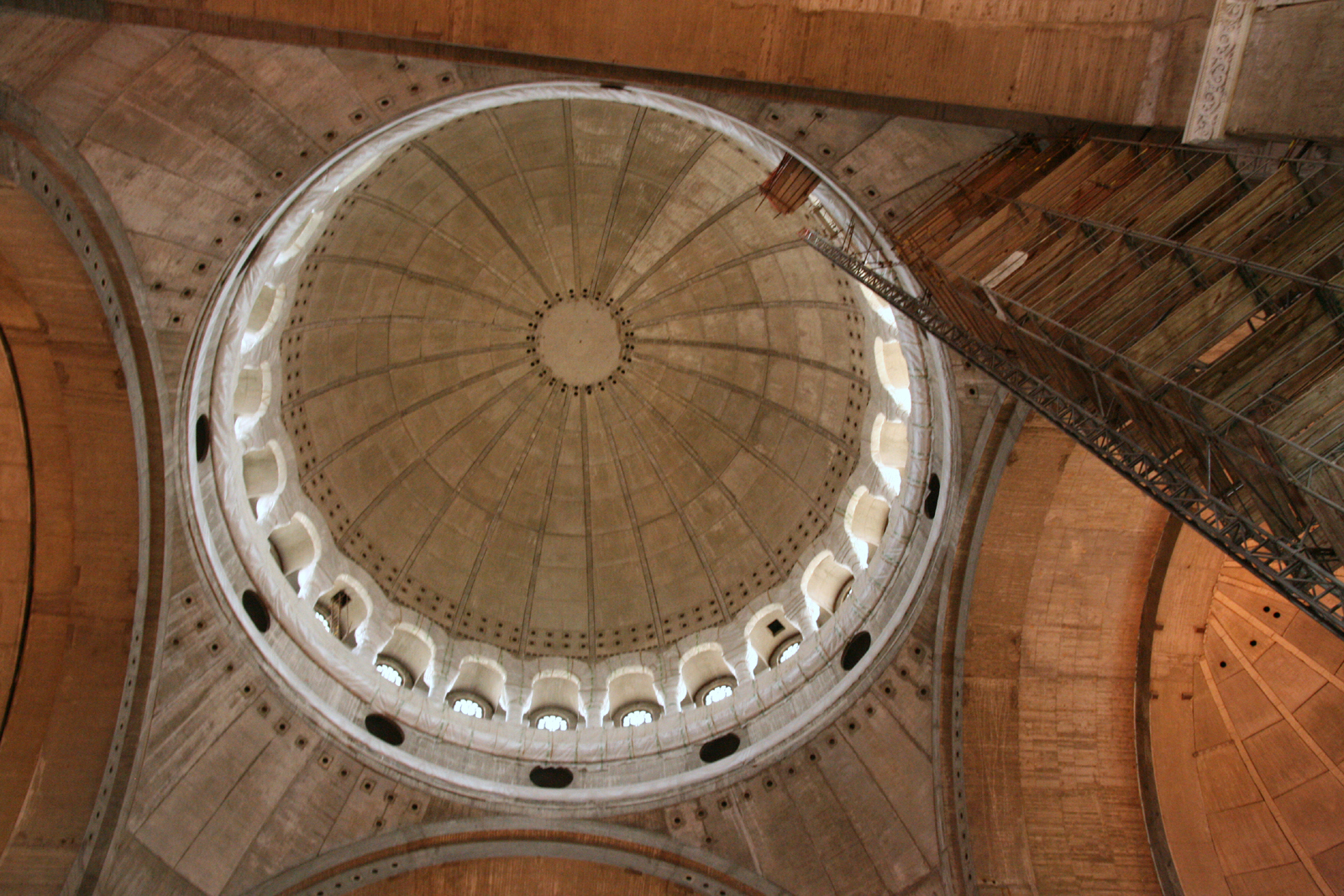
Koepel
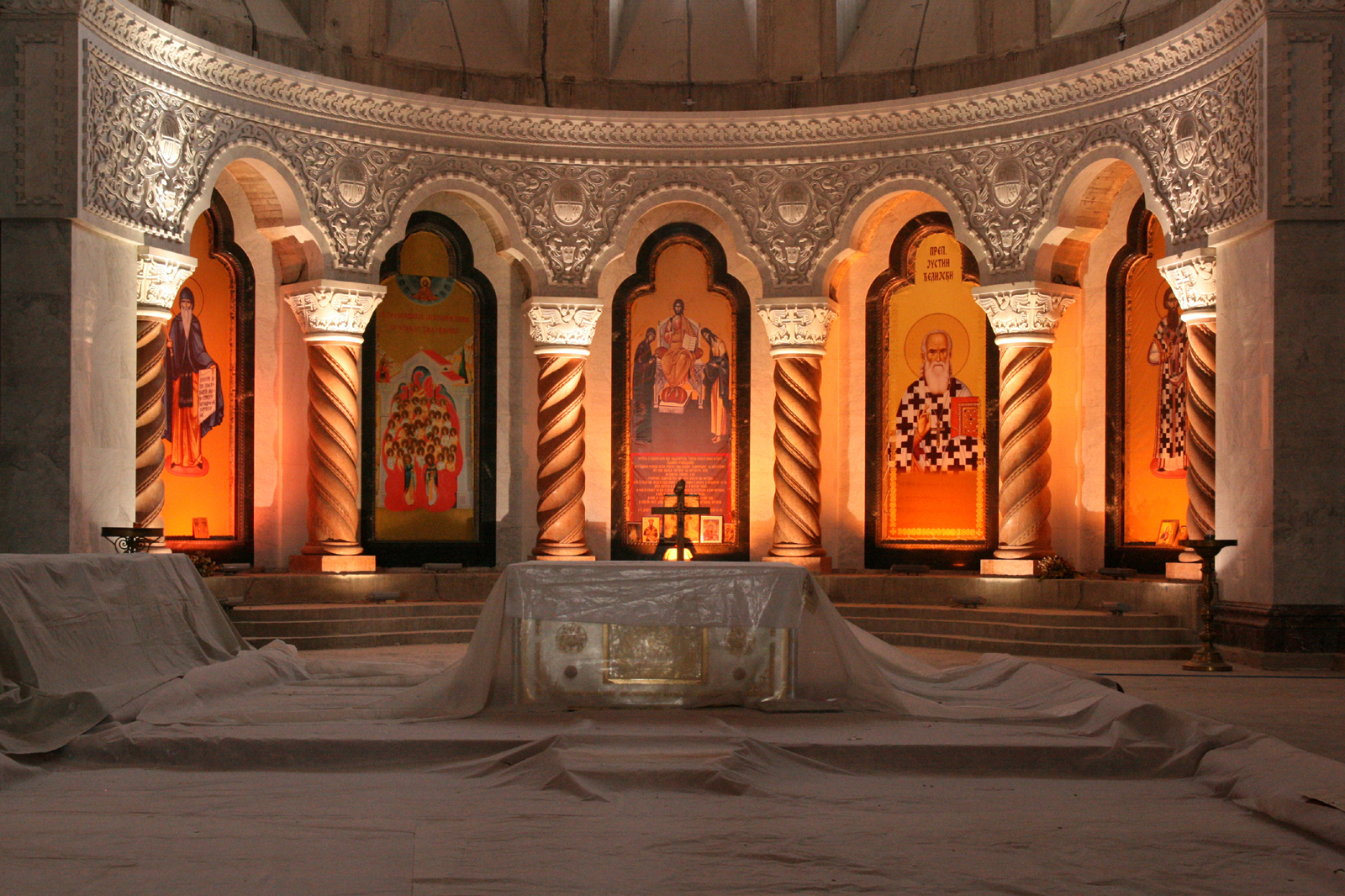
Interieur
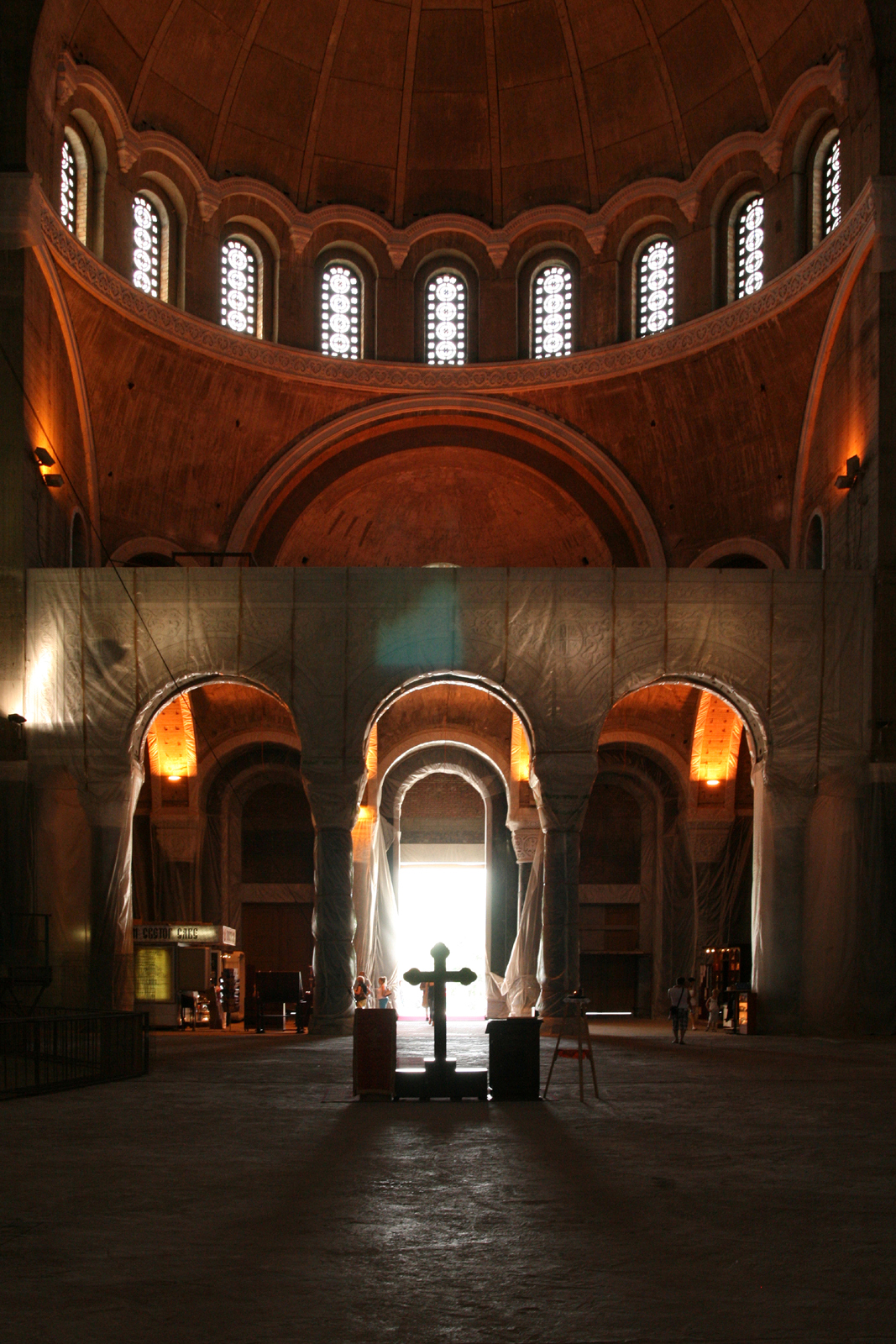
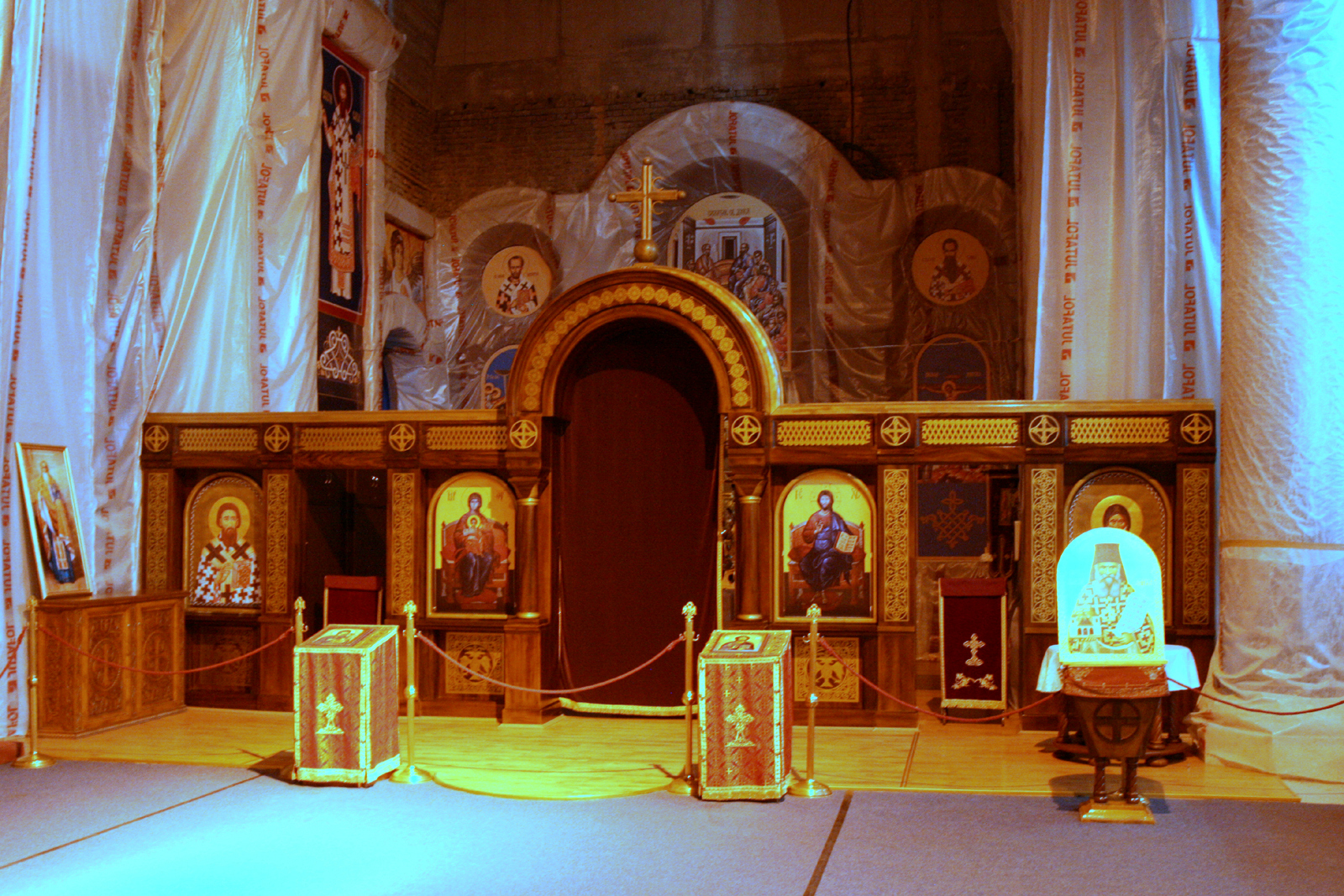
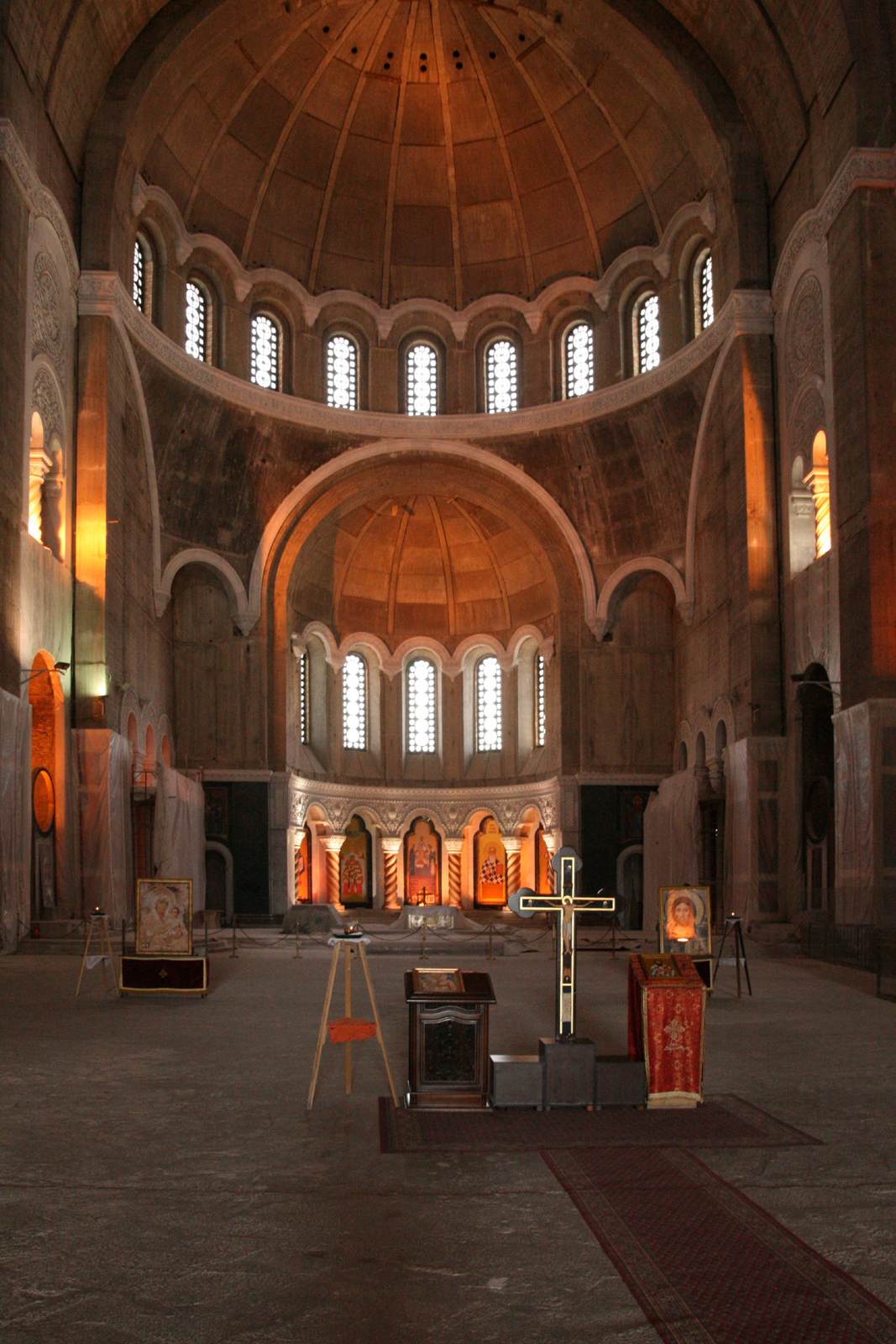
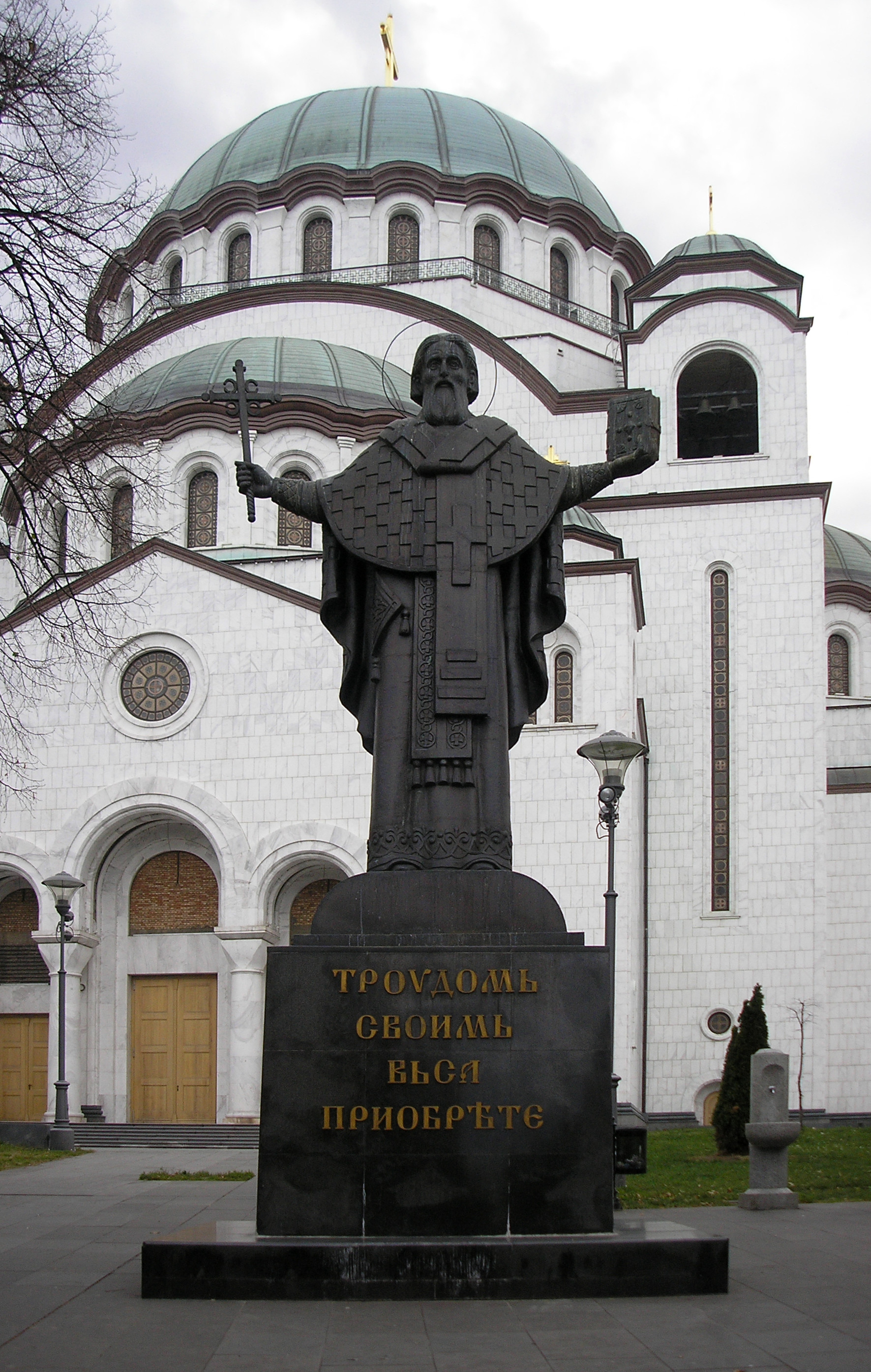
Beeld van de heilige Sava
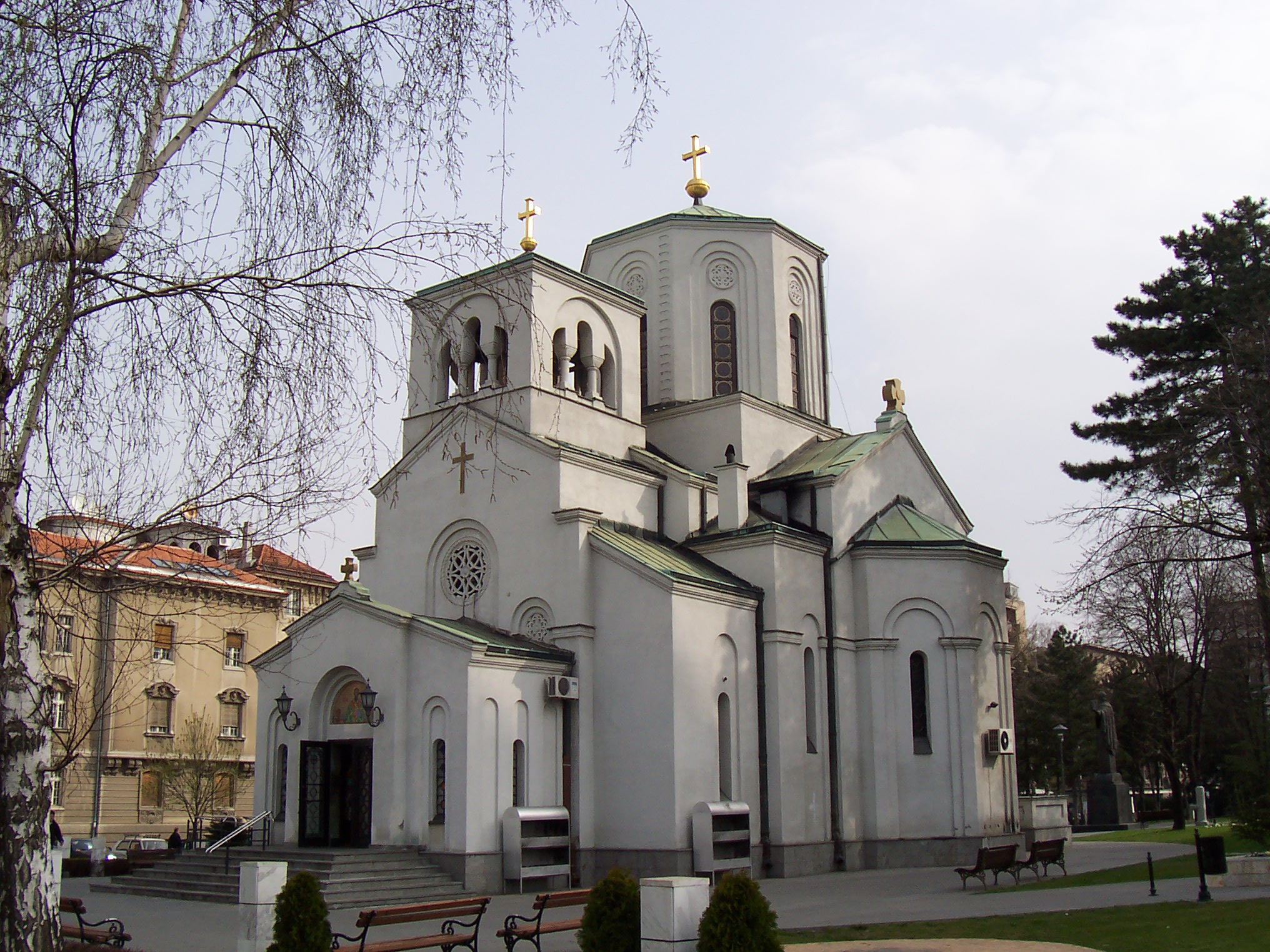
De kerk van de heilige Sava
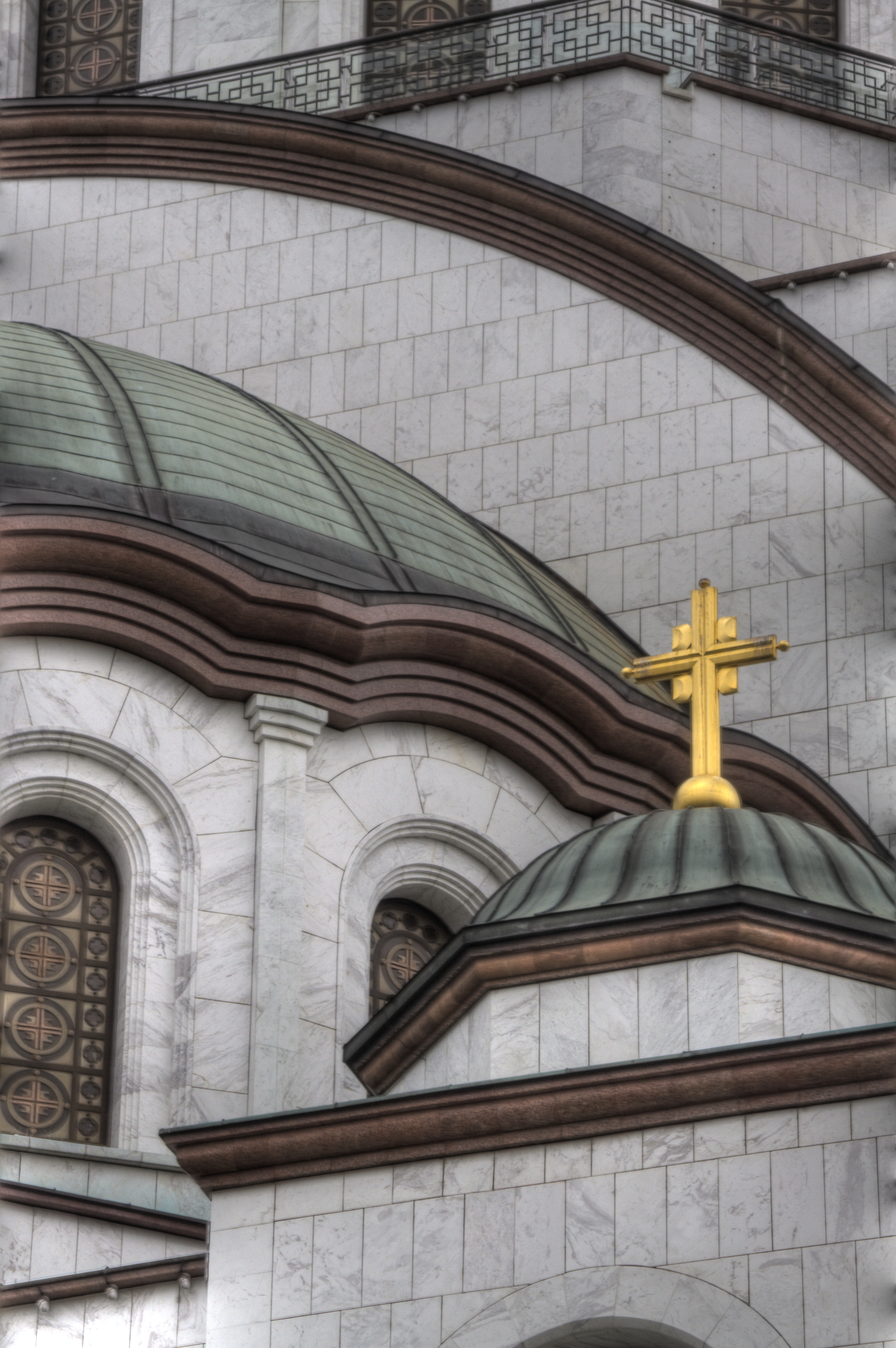
Detail
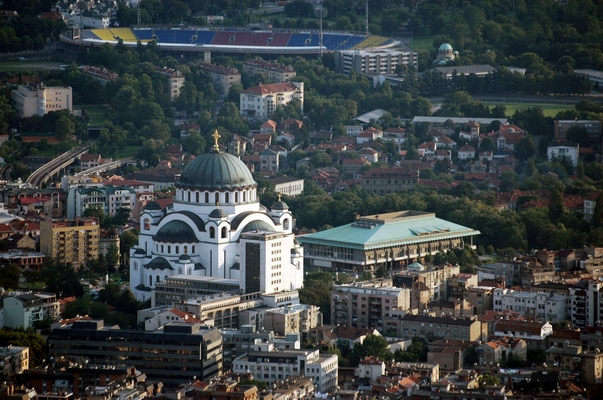
De kathedraal in vogelvlucht
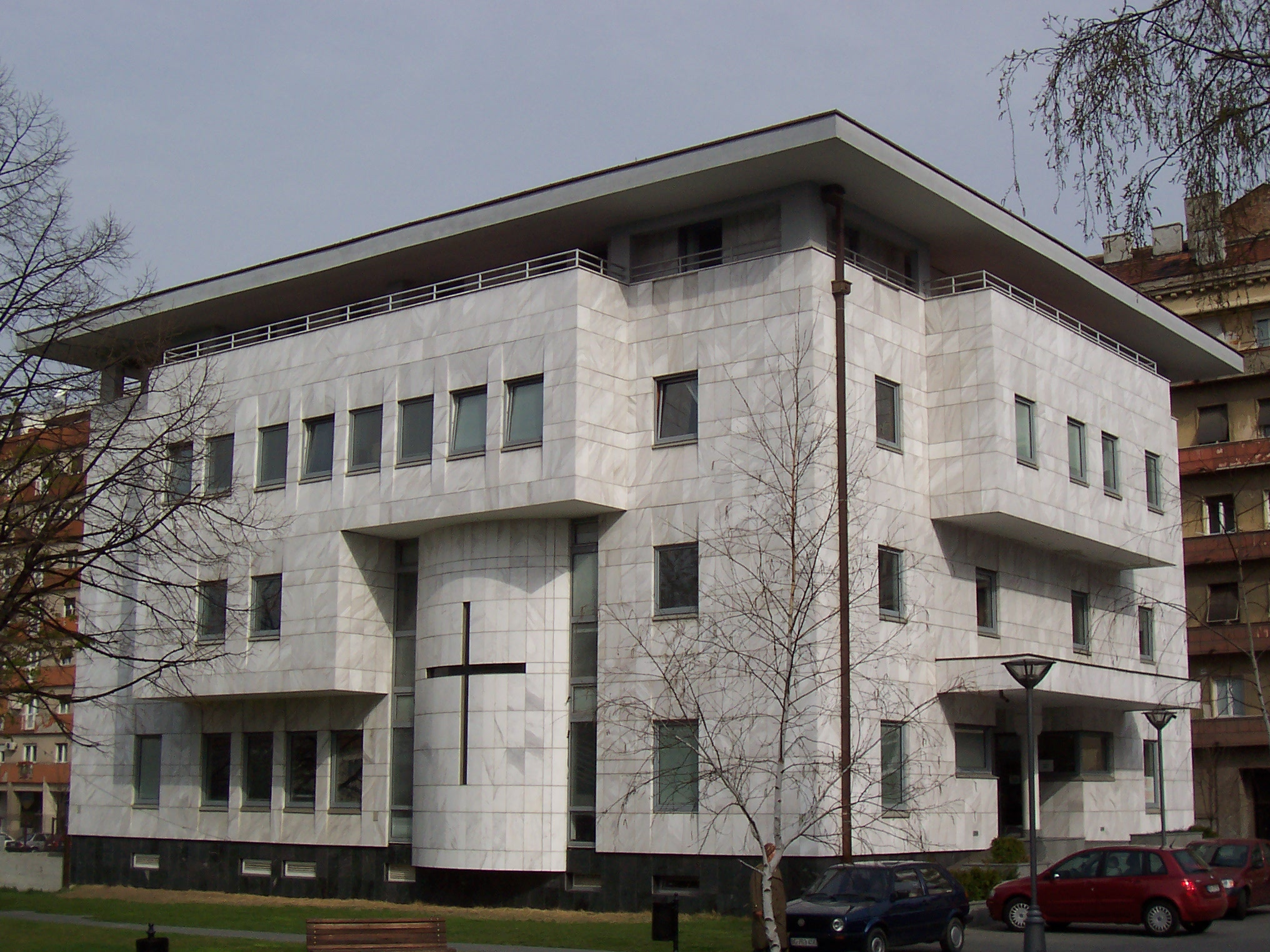
Parochiehuis